# 昊緣
《昊緣》是NCsoft開發的大型多人線上角色扮演遊戲，2024年8月28日於韓國、日本和台灣三地公測。遊戲發生在《剑灵》三年之前，昊緣門被魔族滅門，最後一任門主柳雪為了復興門派而展開冒險。

## 遊戲內容
《昊緣》採用大型多人線上角色扮演遊戲（MMORPG）的玩法，故事發生在《剑灵》三年之前，玩家扮演昊緣門末任門主柳雪，昊緣門被魔族滅門後，為復興門派而展開冒險。戰鬥混合了即時制和回合制玩法，可以派出最多五人的隊伍參與戰鬥，開放世界探索時的戰鬥採用動作角色扮演遊戲方法，玩家控制一名角色在場上戰鬥，其餘四名角色在後台待命，隨時切換登場，還可以使用輔助技能協助場上角色。此外，探索過程中的頭目戰可以與其他玩家組隊一起挑戰。部分關卡戰鬥採用回合制，五名角色同時上場，角色使用與開放世界探索時不同的技能。可玩角色通過抽卡獲取，或者完成任務收集解鎖角色的素材，部分角色會隨著遊戲主線的推進，加入玩家隊伍。戰鬥和完成任務可以獲得裝備，還有升級和強化角色與武器的材料。

## 開發及發行
《昊緣》早期開發代號為《Project BSS》，NCsoft在2023年G-Star上首度公開遊戲，並發佈宣傳片，遊戲由高基煥擔任開發總監。作品名稱源於主人公「柳雪」出身的門派「昊緣門」，遊戲延續《剑灵》世界觀。高基煥在媒體發佈會上表示，《昊緣》的定位不是《原神》和《鳴潮》一類二次元遊戲，也不是傳統的MMORPG，而是介乎兩者之間，遊戲面向的受眾是偏好玩家對抗環境的玩家。遊戲公測時有60個可玩角色，製作組計劃未來每月推出新角色，並開設定期線上交流活動「昊緣 TALK」，提供製作組與玩家直接交流的途徑。遊戲音樂在東京的Avaco Studio錄製，由韓國與日本音樂家合力製作，除了使用西洋樂器演奏，還加入日本和韓國的傳統樂器增添東方風格。
2024年7月11日，遊戲在Google Play、App Store、Samsung Galaxy Store和遊戲官網開放預約。8月末和9月初，官方在台北、高雄兩地展開名為「昊緣 PLAY DAY」的宣傳活動。8月28日，遊戲在韓國、日本和台灣公測，電腦可以使用NCsoft的啟動器PURPLE遊玩。同月30日，遊戲原聲帶《Every Destiny of Every Land》在Melon、Genie、Spotify、YouTube Music等音樂流媒体發佈。
遊戲營運後的商業表現不佳，NCsoft於2024年11月5日宣佈對《昊緣》開發組裁員，開發人數從170人裁減到70人。

## 評價及反響

### 評價
遊戲延續了NCsoft過去的作品《剑灵》世界觀，遊戲東亞評論員表示在《昊緣》中可以看很多《剑灵》登場的角色，部分劇情也有既視感。巴哈姆特電玩資訊站記者Edward認為《昊緣》的美術風格和玩法設計與NCsoft之前作品有明顯區別，可以看出NCsoft想打破過去《天堂》等MMORPG的風格，但是實際遊戲體驗還是有明顯的MMORPG痕跡。
The Games Daily、遊戲東亞和巴哈姆特電玩資訊站均認為《昊緣》提供即時制和回合制兩種戰鬥玩法，豐富了遊戲體驗和遊戲可玩性。遊戲東亞評論員同時在手機和電腦上遊玩該作，他指出遊戲簡化了操作，所以在手機上體驗更好，電腦上戰鬥體驗反而有點沉悶。The Games Daily評論員認為頭目戰能與其他玩家合作戰鬥，體驗「充滿樂趣」。NBN TV評論員則批評頭目戰難度太高，他自己一個人打了很久都打不過，他認為NCsoft要調整相關難度設計。
《朝鮮日報》旗下的《投資朝鮮》批評遊戲系統複雜，畫質只有10年前的水平，故事老套。遊戲沿用了NCsoft過去《天堂》的一套養成體系，而這套體系正是現在年輕玩家所討厭的。

### 商業表現
遊戲公測首日，登上韓國、日本和台灣Google Play熱門排行榜首位，App Store方面，日服為排行榜第二名，韓服第四名，台服是第六名。NCsoft作為上市公司，遊戲發售後股價下跌12%，證券公司估計《昊緣》大概會給NCsoft帶來20到300億韓元的營收，表現與《剑灵2》相當，佔NCsoft全年營收1-2%。

## 外部連結
- 官方网站：簡體中文、繁體中文